# یوکاری بلمدیک (پوزانتی)
یوکاری بلمدیک {{ترکی|Yukarıbelemedik) (به ارمنی: Բելեմդեկ) یک منطقهٔ مسکونی در ترکیه است که در پوزانتی واقع شده‌است.